# Penanggungan
El Penanggungan (en indonesi: Gunung Penanggungan) és un estratovolcà que es troba al nord del complex volcànic Arjuno-Welirang i a uns 40 quilòmetres al sud de Surabaya, a la província de Java Oriental, Indonèsia. El cim s'eleva fins als 1.653 msnm.
És un dels volcans més venerats d'Indonèsia per la seva semblança amb la descripció del mont Meru, la muntanya sagrada dels hindús. A la muntanya hi ha diversos santuaris, llocs sagrats i monuments budistes i hindús que daten del 977 al 1511 dC. Les colades de lava i els dipòsits piroclàstics es troben pel voltant del volcà.
La seva darrera erupció podria haver-se produït cap al 200 dC.